# استان پاکاسمایو
استان پاکاسمایو (به اسپانیایی: Provincia de Pacasmayo) یک منطقهٔ مسکونی در پرو است که در منطقه لا لیبرتاد واقع شده‌است.
 استان پاکاسمایو ۱٬۱۲۶٫۶۷ کیلومتر مربع مساحت و ۱۰۲٬۸۹۷ نفر جمعیت دارد.